# Rio Curaray
O rio Curaray é um rio do Equador e do Peru, afluente do rio Napo.